# Coccobius testaceus
Coccobius testaceus är en stekelart som först beskrevs av Masi 1909.  Coccobius testaceus ingår i släktet Coccobius och familjen växtlussteklar. Inga underarter finns listade i Catalogue of Life.